# Кероль, Леопольдо
Леопольдо Кероль Росо (исп. Leopoldo Querol Roso; 15 ноября 1899, Винарос — 26 августа 1985, Беникасим) — испанский пианист и музыковед.
Окончил Валенсийский университет (1920), получив диплом с отличием по литературоведению, одновременно учился в Валенсийской консерватории у Хосе Бельвера (фортепиано) и Эдуарда Лопеса-Чаварри (теория). Исследовал музыковедческие труды Иоанна Тинкториса, в 1920-е гг. по стипендии Совета по поощрению науки и исследований занимался изучением средневековых трактатов о музыке в Болонье и Париже, во втором из этих городов одновременно совершенствовался как пианист под руководством Рикардо Виньеса. В 1927 году защитил докторскую диссертацию «Поэзия и музыка в Упсальском канцоньеро» (исп. La poesía y la música del Cancionero de Uppsala); раздел диссертации, посвящённый поэзии, был опубликован в 1932 году. В 1930—1967 гг. преподавал французский язык в лицеях Реуса, Алькоя, Альбасете, Лас-Пальмаса, Валенсии и Мадрида. В 1964 году завершил исследование, посвящённое валенсийской рукописи музыковедческих трудов Тинкториса (не опубликовано).
Как пианист дебютировал в 1920-е гг., выступая как аккомпаниатор со скрипачом Хуаном Маненом. Далее выступал как солист, в том числе с Национальным оркестром Испании, в 1950-е гг. много гастролировал в Африке. Известен как пропагандист испанской музыки (Исаак Альбенис, Мануэль де Фалья, Энрике Гранадос). Для Кероля написан Героический концерт для фортепиано с оркестром Хоакина Родриго (1942). С 1946 года музыкальный консультант Испанского национального радио. Преподавал также в Мадридской консерватории, среди его учеников Эмилио Лемберг.
Опубликовал двухтомную «Краткую историю музыки» (исп. Breve Historia de la música; 1955) и учебник «Французская литература в текстах» (фр. La Littérature française par les textes; 1958).
Лауреат Национальной премии по литературе имени Франсиско Франко (1965). Кавалер Большого креста ордена Альфонсо X Мудрого (1966). Действительный член Королевской академии изящных искусств Сан-Карлос (1969) и Королевской академии изящных искусств Сан-Фернандо (1971).